# Quadroribula quadrisetosa
Quadroribula quadrisetosa är en kvalsterart som först beskrevs av J. och P. Balogh 1983.  Quadroribula quadrisetosa ingår i släktet Quadroribula och familjen Astegistidae. Inga underarter finns listade i Catalogue of Life.